# Copa de ojos

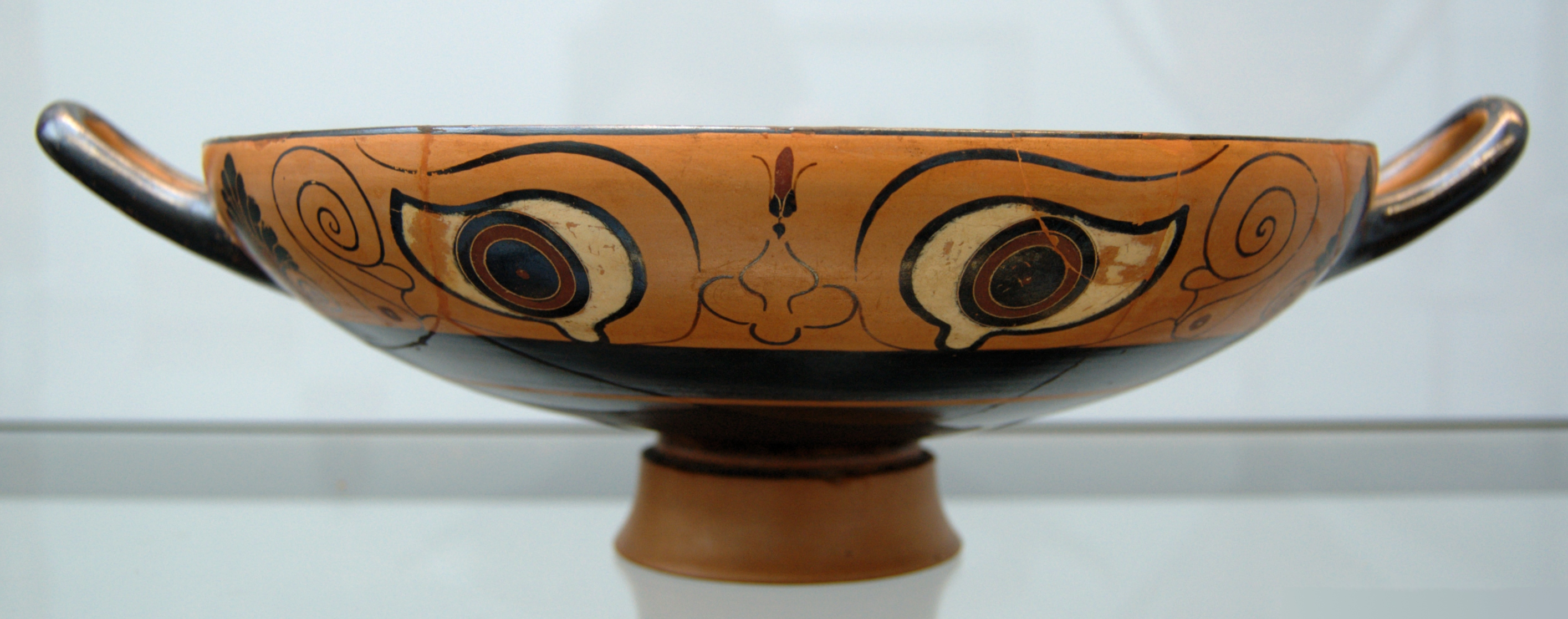
Copa de ojos calcidea de figuras negras, circa 530 a. C., Múnich: Staatliche Antikensammlungen.

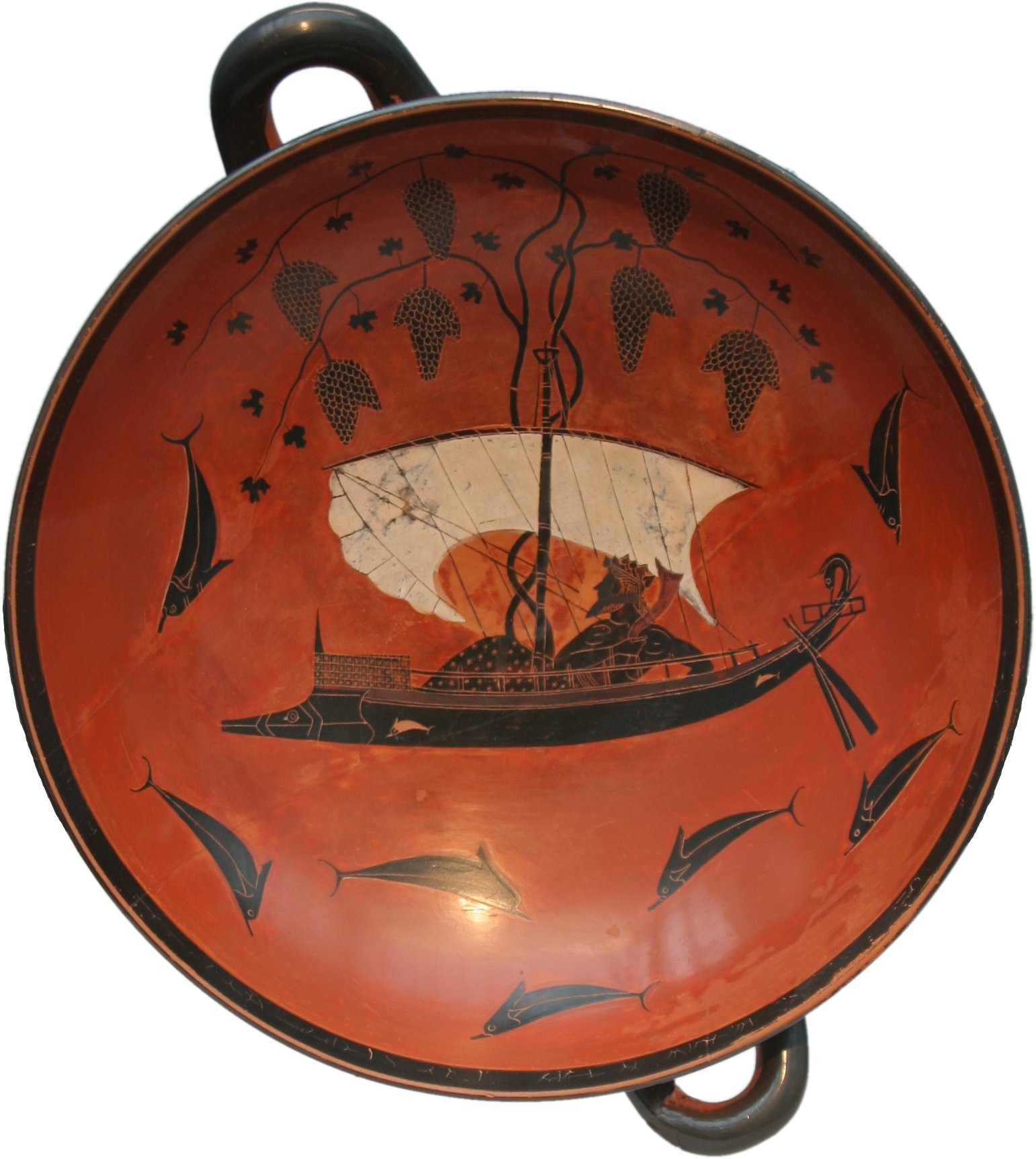
Dioniso en un barco, navegando entre delfines. Kílix ático de figuras negras del pintor Exequias, c. 530 a. C. Encontrado en Vulci. Copa de Dioniso: Staatliche Antikensammlungen, Múnich.

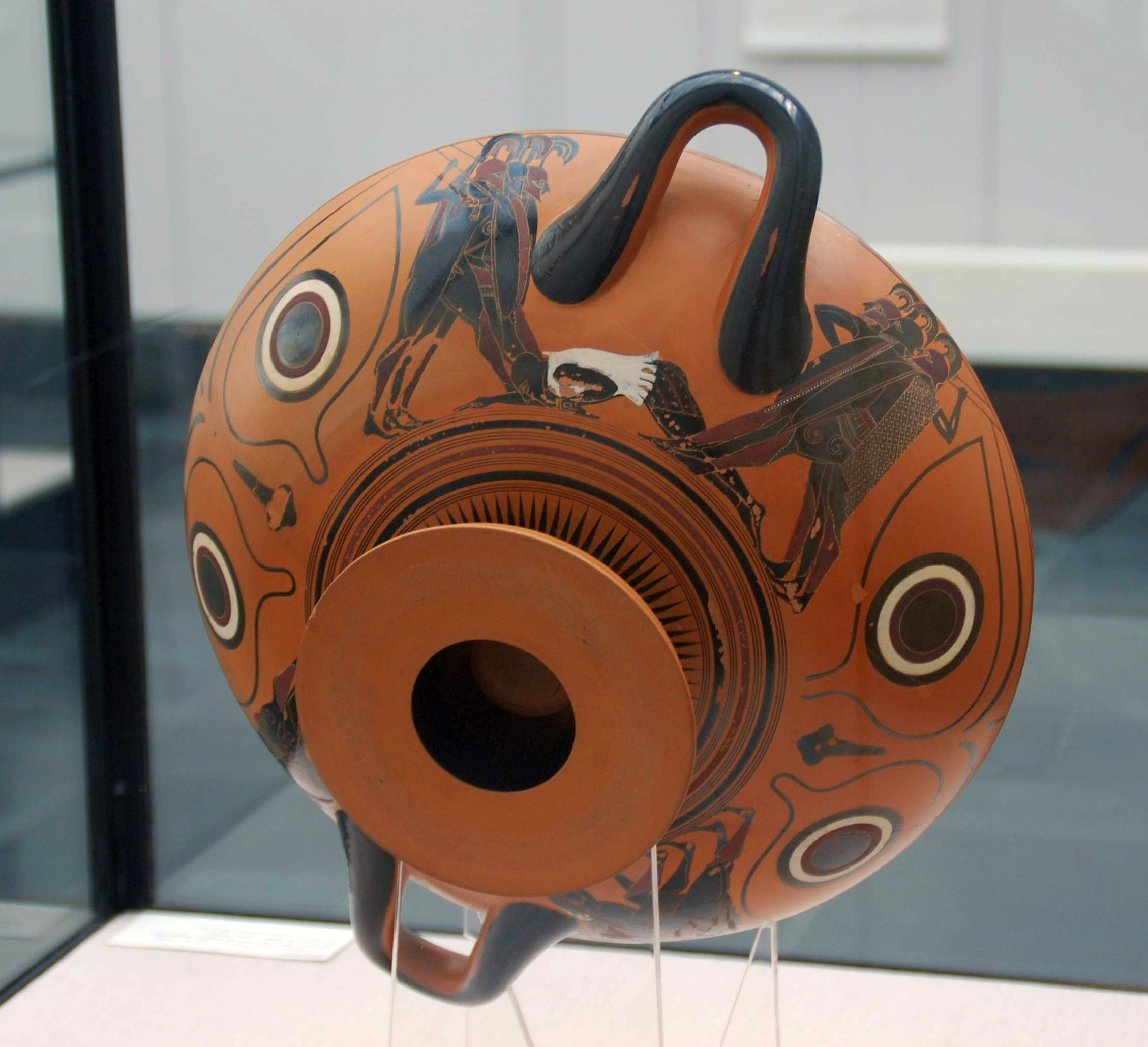
Exterior de la copa de Dioniso.

Copa de ojos es el término que describe un tipo específico de copa en la antigua cerámica griega, que se distingue por los pares de ojos pintados en la superficie externa.

## Descripción
Clasificadas como kílices en términos de forma, las copas de ojos estaban especialmente extendidas en Atenas y Calcis en la segunda mitad del siglo VI a. C. El cuenco de la copa de ojos descansa sobre un corto pie en; ambos lados están dominados por grandes pares de ojos pintados bajo cejas arqueadas. Los globos oculares están pintados en estilo de silueta, más tarde a menudo rellenados con pintura blanca o pintados de blanco sobre negro. Algunos ojos son «femeninos», es decir, con forma de almendra y sin conductos lacrimógenos. A menudo, una nariz estilizada se coloca en el centro entre los ojos.
Mientras se utiliza como recipiente para beber, debido a la necesaria inclinación del vaso, la taza con sus ojos pintados, las asas que parecen orejas y la base del pie como una boca, se habría asemejado a una máscara. Muchos de los vasos también tienen imágenes dionisíacas.  Se supone que los ojos cumplían una función apotropaica (para evitar el mal).

## Tipos
Las copas de ojos fueron pintadas por varios pintores, la mayoría en el estilo de figuras negras, pero más tarde también en el estilo de figuras rojas. Los primeros vasos pintados bilingües, los de ambos estilos, incluyen ejemplares de copas de ojos con el interior de figuras negras y el exterior de figuras rojas.
La introducción de este tipo bilingüe y su decoración específica en la pintura de vasos áticos se atribuye a Exequias. Su copa de ojos en Múnich, datada en 530-540 a. C., se considera una obra maestra del tipo. Representa a Dioniso, acostado en una postura de simposio en un barco. Su naturaleza divina está indicada por su atributo, una vid, que crece en el mástil.

## Historia
La cronología es difíciles, pero la mayoría de las copas de ojos se produjeron probablemente entre el 540 y el 500 a. C., tal vez hasta el 480 a. C. También se exportaron a Italia en grandes cantidades. La mayoría de los vasos de este tipo fueron encontrados como ajuares funerarios en las tumbas de cámara etruscas.